# Groupement II/9 de Gendarmerie mobile
Le groupement II/9 (GGM II/9) était un groupement de Gendarmerie mobile implanté à Saint-Quentin (Aisne) et ayant appartenu à la région de Gendarmerie de Lille. Dissous le 1er septembre 2012, il comportait 4 escadrons de Picardie. Ses unités sont transférés sous le commandements du groupement I/9 de Arras.

## Transferts et implantation des unités
- Aisne (02)
  - EGM 21/9 à Saint-Quentin transféré au groupement I/9 en tant qu'EGM 16/9.
  - EGM 22/9 à Hirson transféré au groupement I/9 en tant qu'EGM 17/9.
  - EGM 23/9 à Chauny transféré au groupement I/9 en tant qu'EGM 18/9.
- Oise (60)
  - EGM 24/9 à Noyon transféré au groupement I/9 en tant qu'EGM 19/9.

### Dissolution
- EGM 25/9 à Creil en 2002.

## Appellations
- Groupement II/9 de Gendarmerie mobile (1er janvier 1991 - 1er septembre 2012)